# 李奎三
李 奎三（イ・ギュサム、朝鮮語: 이규삼、1924年 - 1988年）は、大韓民国の陸軍軍人、官僚、政治家、農家。第12代江原道（現・江原特別自治道）知事を務めた。
父は独立運動家、教育者の李鳳夏。

## 経歴
日本統治時代の江原道鉄原郡鉄原邑出身。鉄原公立普通学校を経て、1944年に儆新高等学校卒。1946年、陸軍士官学校（第2期生）卒。朝鮮戦争に参戦後、陸軍本部砲兵監（1953年）、第12師団第51軍団砲兵司令官（1954年）を歴任し、1957年に国防大学院を修了した。第38師団長として在職中の1961年5月25日、第12代江原道知事に任命され、同年8月25日まで務めた。1962年に中将として予備役編入され、1969年に韓国浚渫公社常任監事を務め、その後出身地の鉄原で農場を経営した。1988年に死去。